# Jozef Kroner
Jozef Kroner (20 de marzo de 1924 en Staškov-12 de marzo de 1998 en Bratislava) fue un destacado actor eslovaco. 
Su hermano Ľudovít Kroner, su hija Zuzana Kronerová y su esposa Terézia Hurbanová-Kronerová también fueron actores. Actuó en la película ganadora en los Premios Oscar, La tienda de la calle mayor, y en más de otras 50 películas eslovacas, así como en varias producciones checas, búlgaras y húngaras. Nunca estudió actuación; su carrera comenzó en compañías de teatro amateur.
Su biografía Jozef Kroner's Tracks (Trate Jozefa Kronera) fue producida por el director Fero Fenič en 1987. Kroner también es autor de varios libros, en su mayoría autobiográficos.

## Premios Jozef Kroner
Desde 2001, los premios Jozef Kroner son presentados anualmente por la Fundación Jozef Kroner, creada tras la muerte del artista.